# 维拉尔博诺
维拉尔博诺（法語：Villard-Bonnot，法語發音：[vilaʁ bɔno]）是法国伊泽尔省的一个市镇，位于该省中东部，属于格勒诺布尔区。

## 地理
维拉尔博诺（45°14'17"N, 5°53'18"E）面积5.84 平方千米，位于法国奥弗涅-罗讷-阿尔卑斯大区伊泽尔省，该省份为法国东南部内陆省份，北起顺时针与安省、萨瓦省、上阿尔卑斯省、德龙省、阿尔代什省、卢瓦尔省和罗讷省。
与维拉尔博诺接壤的市镇（或旧市镇、城区）包括：贝尔南、拉孔布德朗塞、克罗勒、弗罗日、拉瓦勒昂贝勒多讷、圣阿涅丝、圣伊米耶、圣纳泽尔莱塞姆、勒韦尔苏。

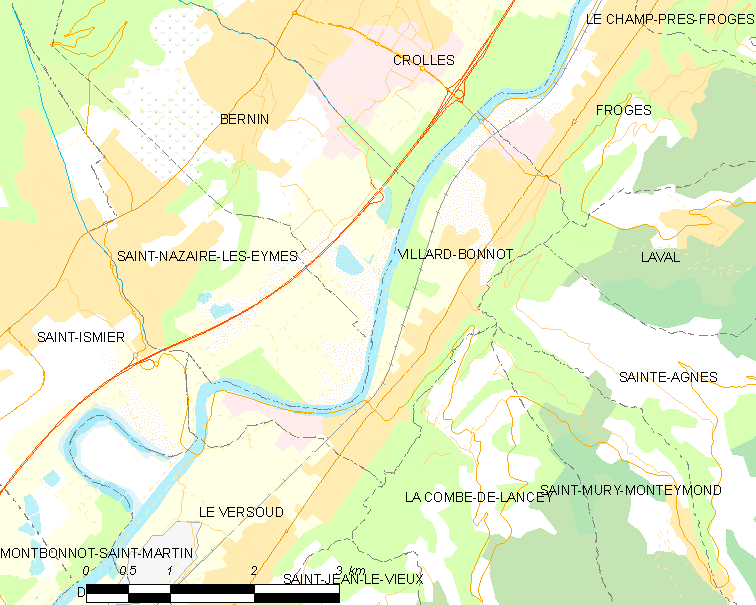
维拉尔博诺的OSM定位图

维拉尔博诺的时区为UTC+01:00、UTC+02:00（夏令时）。

## 行政
维拉尔博诺的邮政编码为38190，INSEE市镇编码为38547。

## 政治
维拉尔博诺所属的省级选区为中格雷西沃当县。

## 人口

1962-2008年间维拉尔博诺人口变化图示

维拉尔博诺于2022年1月1日时的人口数量为7445人。